# حوزه انتخابیه یازدهم میشیگان
حوزه انتخابیه یازدهم میشیگان یک حوزه انتخابیه مجلس نمایندگان آمریکا است که در ایالت میشیگان قرار دارد.